# ستيفان ميتروفيتش
ستيفان ميتروفيتش (بالصربية: Стефан Митровић)‏ هو لاعب كرة قدم صربي في مركز الدفاع، ولد في 22 مايو 1990 في بلغراد في صربيا. شارك مع منتخب صربيا لكرة القدم. أما مع النوادي، فقد لعب مع ريال بلد الوليد وزبرويوفكا برنو ونادي بنفيكا ونادي بيترزالكا ونادي غينت ونادي فرايبورغ ونادي كورتريك.

## وصلات خارجية
- ستيفان ميتروفيتش على موقع الاتحاد الدولي (مؤرشف)  (الإنجليزية)
- ستيفان ميتروفيتش على موقع الاتحاد الأوربي (الإنجليزية)
- ستيفان ميتروفيتش على موقع قاعدة بيانات كرة القدم.إي يو (الإنجليزية)
- ستيفان ميتروفيتش على موقع بيانات كرة القدم. دي إي (الألمانية)
- ستيفان ميتروفيتش على موقع ناشيونال فوتبول تيمز (الإنجليزية)
- ستيفان ميتروفيتش على موقع Soccerway.com (الإنجليزية)
- ستيفان ميتروفيتش على موقع عالم كرة القدم.نت (الإنجليزية)
- ستيفان ميتروفيتش على موقع AS.com (الإسبانية)